# Maisoncelles-la-Jourdan
Maisoncelles-la-Jourdan är en kommun i departementet Calvados i regionen Normandie i norra Frankrike. Kommunen ligger i kantonen Vire som ligger i arrondissementet Vire. År 2018 hade Maisoncelles-la-Jourdan 461 invånare.

## Befolkningsutveckling
Antalet invånare i kommunen Maisoncelles-la-Jourdan
Referens: INSEE